# Lindblomsbjörnbär
Lindblomsbjörnbär (Rubus mortensenii) är en rosväxtart som beskrevs av Frider. och Gelert. Lindblomsbjörnbär ingår i släktet rubusar, och familjen rosväxter. Inga underarter finns listade i Catalogue of Life.